# إنريكي فيزكارا
إنريكي فيزكارا (بالإسبانية: Enrique Vizcarra) هو مدرب كرة قدم ولاعب كرة قدم مكسيكي في مركز الدفاع، ولد في 24 ديسمبر 1975 في توريون في المكسيك. لعب مع نادي بويبلا.